# メーガン・マケイン

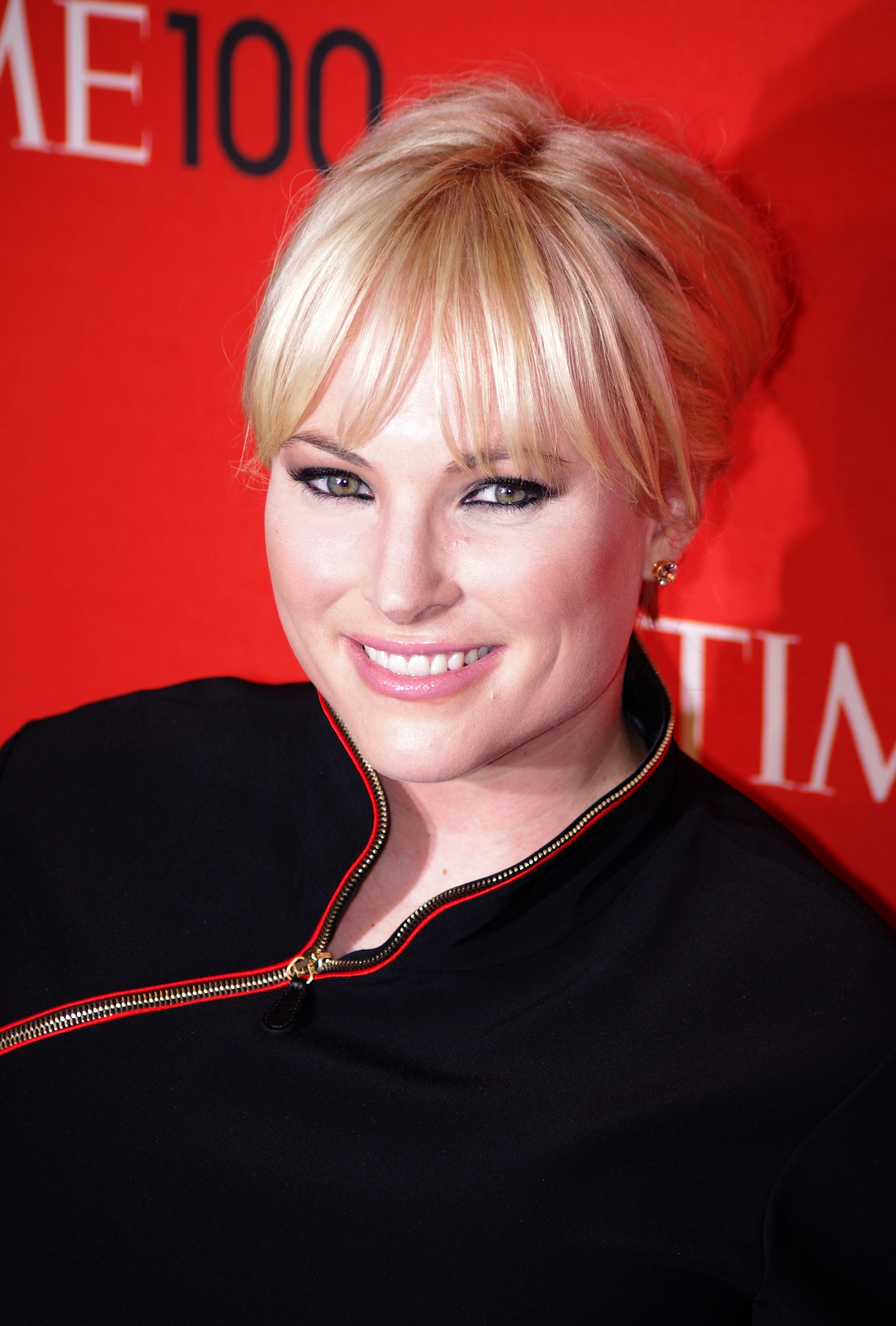
メーガン・マケイン

メーガン・マケイン（Meghan McCain、1984年10月23日 - ）は、アメリカ合衆国のコラムニスト、作家、政治評論家。現在、ABCテレビのトーク番組「ザ・ビュー」の共同ホストを務めている。

## 経歴
1984年10月23日にアリゾナ州フェニックスで2008年のアメリカ合衆国の共和党の大統領候補ジョン・マケイン上院議員と、その妻シンディ・マケインの長女として生まれた。（ただし、20年近くも年上の異母姉のシドニー・マケインがいるため、父ジョンにとっては次女）
コロンビア大学で美術史を専攻、2007年に卒業した。『サタデー・ナイト・ライブ』と『ニューズウィーク』で音楽やファッションなどサブカルチャー関連のジャーナリストとして勤務する。2008年6月11日にサイモン&シュスターから子供向けの絵本として、ベトナム戦争の軍人だった父親とマケインの子供のことが書かれた『私のお父さんジョン・マケイン』（My Dad, John McCain）を出版。9月（父ジョンの共和党全国大会の日）に公開し、収益の一部は負傷した退役軍人や軍人への募金にあてられた。
2016年11月から2017年9月までFOXニュースの昼の情報番組『アウトナンバード』（Outnumbered）のホストを務めた。
2017年10月から「ザ・ビュー」の共同ホストの一人となっている。

## 私生活
2017年7月に保守派のライター、ベン・ドメネッチと婚約、11月に式をあげた。

## 著書
- My Dad, John McCain, （2008年）Aladdin Paperbacks. ISBN 1-41697-528-4
- Dirty Sexy Politics, （2010年）Hyperion. ISBN 1-40132-377-4